# Guillaume Loriot
Guillaume Loriot (Le Mans, 21 maggio 1986) è un ex calciatore francese, di ruolo centrocampista.